# Musty B. Young
Musty B. Young è un cortometraggio muto del 1917 prodotto dalla Essanay di Chicago. Il nome del regista non viene riportato nei credit.
Nono episodio della terza serie di The Mishaps of Musty Suffer.

## Produzione
Il film fu prodotto dalla Essanay Film Manufacturing Company.

## Distribuzione
Distribuito dalla K-E-S-E Service, il film - un cortometraggio di una bobina - uscì nelle sale cinematografiche USA il 27 maggio 1917.